# یواس‌اس لئوپولد (دی‌ئی-۳۱۹)
یواس‌اس لئوپولد (دی‌ئی-۳۱۹) (به انگلیسی: USS Leopold (DE-319)) یک زیردریایی بود که طول آن ۳۰۶ فوت (۹۳ متر) بود. این زیردریایی در سال ۱۹۴۳ ساخته شد.